# Gomphonema
Гомфонема (Gomphonema) — рід діатомових водоростей родини Гомфонемових. 

## Опис
Колоніальні клітини утворюються на розгалужених м’язових ніжках, які прикріплені до субстрату. Клітини мають клиноподібну форму зі збільшеною головкою на протилежному кінці ніжки. Клітини мають один великий пластид, який лежить здебільшого з одного боку пояса, але частково поширюється на інший бік. Містить один центральний піреноїд.
Рід має космополітичне поширення. 

## Види
Види: 
- Gomphonema abbreviatum (Agardh) Kützing, 1833
- Gomphonema acceptatum Levkov Levkov, Mitic-Kopanja & E.Reichardt, 2016
- Gomphonema accessum Héribaud, 1903